# دانشگاه آمریکای مرکزی
دانشگاه آمریکای مرکزی (به اسپانیایی: Universidad Centroamericana José Simeón Cañas) یک منطقهٔ مسکونی در السالوادور است که در سان سالوادور واقع شده‌است.